# 호조
호조(戶曹)는 고려와 조선의 행정기관이다. 육조의 하나로, 호구, 공납, 부사, 조세 및 국가 재정과 관련된 부분을 담당하였다. 고려시대 성종 이전에는 민관이었고, 성종 이후에 호부로 개칭되었다. 원나라 지배기에는 판도사, 민조, 민부로 명칭을 변경했다가 공민왕 때 다시 호부로 개칭했고 그 뒤 다시 판도사, 민부 등으로 명칭을 변경하다가 공양왕 때 비로소 호조로 개칭된 것이다.
대한제국 고종 31년인 1894년에 탁지아문으로 고쳤고, 이후 탁지부가 되었다. 이후 일제강점기 때는 조선총독부의 재무부와 탁지부로 호조의 기능이 분리되었다.
고대 주나라에서 대사도(大司徒)로 불렀다하여 옛스럽게 별칭으로 부르기도 하였다. 지관(地官)이라고도 한다.

## 청사
호조의 본청 청사는 세종대로 동편에 있었다. 현재 주소 체계로는 서울특별시 종로구 세종로 82-14번지의 주한미국대사관 남쪽 부지(미국대사관 공보원 자리)이며, 대한제국 시대에는 호조의 후속 관청인 탁지부의 청사로 사용되었다.

## 관직
| 품계  | 관직                          | 정원    | 비고 |
| ----- | ----------------------------- | ------- | ---- |
| 종1품 | 제조                          | 1명     |      |
| 정2품 | 판서                          | 1명     |      |
| 종2품 | 참판                          | 1명     |      |
| 정3품 | 참의                          | 1명     |      |
| 정5품 | 정랑                          | 3명     |      |
| 정6품 | 좌랑                          | 3명     |      |
| 종6품 | 산학교수(算學敎授) 별제(別提) | 1명 2명 |      |
| 종7품 | 산사(算士)                    | 1명     |      |
| 종8품 | 계사(計士)                    | 2명     |      |
| 정9품 | 산학훈도(算學訓導)            | 1명     |      |
| 종9품 | 회사(會士)                    | 2명     |      |

### 역대 호조 당상관

#### 역대 호조판서

##### 호조전서

###### 태조
- 오사충
- 김희선
- 이민도
- 장자충
- 양첨식
- 양천식
- 이승원
- 당성

###### 정종
- 최운사

###### 태종
- 배중륜
- 이황
- 여칭
- 김첨
- 윤사수
- 설미수
- 진의귀
- 이현
- 이사영
- 윤사수
- 유담

##### 호조판서

###### 태종
- 이지
- 정구
- 김희선
- 이문화
- 조박
- 성석인
- 유용생
- 이빈
- 이응
- 박은
- 한상경
- 박신
- 심온
- 윤향
- 심온
- 황희
- 성발도
- 정역
- 맹사성
- 정역
- 최이

###### 세종
- 최이
- 권진
- 민여익
- 김점
- 정역
- 이지강
- 신호
- 안순
- 심도원
- 김맹성
- 남지
- 박종우
- 정분
- 황치신
- 이선
- 이견기
- 윤형

###### 문종
- 윤형

###### 단종
- 윤형
- 이견기
- 조혜

###### 세조
- 이인손
- 권준
- 이인손
- 박원형
- 권준
- 이승손
- 이인손
- 조석문
- 김국광
- 노사신

###### 예종
- 노사신
- 서거정

###### 성종
- 서거정
- 조석문
- 김길통
- 이극증
- 조석문
- 윤흠
- 이철견
- 한치형
- 허종
- 이극배
- 어세공
- 이덕량
- 노사신
- 어세겸
- 정난종
- 한치례
- 이숙기
- 노공필
- 정문형
- 이극돈
- 정숭조
- 박숭질
- 노공필
- 홍귀달

###### 연산군
- 홍귀달
- 이세좌
- 박숭질
- 유순
- 노공필
- 이집
- 이계남

###### 중종
- 이계남
- 장순손
- 홍경주
- 이계남
- 장순손
- 이자건
- 이계맹
- 고형산
- 안당
- 남곤
- 고형산
- 장순손
- 홍숙
- 이계맹
- 강혼
- 안당
- 김극핍
- 고형산
- 한세환
- 고형산
- 김극핍
- 이자견
- 안윤덕
- 김극핍
- 한효원
- 윤은보
- 조계상
- 신공제
- 유여림
- 홍언필
- 김당
- 홍숙
- 손주
- 박호
- 홍언필
- 유보
- 김안로
- 윤은보
- 이사균
- 심언경
- 윤은보
- 황사우
- 정백붕
- 이사균
- 유관
- 윤인경
- 소세양
- 윤인경
- 홍언필
- 권예
- 조계상
- 유여림
- 조계상
- 윤인경
- 조계상
- 이기
- 윤임
- 유인숙
- 정순붕
- 성세창
- 임백령

###### 인종
- 임백령

###### 명종
- 임백령
- 허자
- 민제인
- 심연원
- 김광준
- 정세호
- 송세형
- 윤개
- 송세형
- 정세호
- 안현
- 조사수
- 이명
- 조광원
- 권찬
- 채세영
- 오겸
- 안위
- 오겸
- 원흔
- 김개
- 박충원
- 이탁
- 유강
- 성세장

###### 선조
- 홍담
- 정대년
- 오상
- 노수신
- 박계현
- 정종영
- 송기수
- 윤현
- 이후백
- 박호원
- 이이
- 이인
- 황정욱
- 윤탁연
- 윤두수
- 이원익
- 한준
- 홍여순
- 이성중
- 홍성민
- 김명원
- 한준
- 권징
- 김명원
- 김수
- 한응인
- 권율
- 심희수
- 김수
- 한응인
- 윤승훈
- 이광정
- 윤자신
- 한응인
- 유근
- 신잡
- 한응인
- 이충원
- 이정구
- 유근
- 김수
- 한응인
- 성영
- 한효순
- 허욱
- 한효순
- 홍여순
- 박동량
- 윤형
- 한준겸
- 서성
- 김수
- 성영
- 이정구

###### 광해군
- 김신원
- 김수
- 박홍구
- 황신
- 유근
- 송순
- 이정귀
- 이충
- 최관
- 김신국
- 이병
- 김신국

###### 인조
- 이서
- 심열
- 김신국
- 심열
- 김기종
- 김신국
- 김기종
- 김시양
- 김신국
- 최명길
- 김신국
- 이경직
- 이명
- 심열
- 이명
- 민성휘
- 이명
- 정태화
- 민성휘
- 김세렴
- 정태화
- 민성휘
- 원두표

###### 효종
- 원두표
- 정세규
- 이기조
- 원두표
- 이시방
- 이후원
- 이시방
- 허적
- 홍명하
- 허적
- 정유성

###### 현종
- 허적
- 정치화
- 허적
- 이일상
- 홍중보
- 정치화
- 김수흥
- 김좌명
- 이경억
- 민정중
- 김좌명
- 권대운
- 김수흥
- 민유중

###### 숙종
- 민유중
- 오정위
- 오시수
- 민점
- 이원정
- 목내선
- 민유중
- 조사석
- 정재숭
- 윤계
- 정재숭
- 박신규
- 여성제
- 윤지완
- 유상운
- 조사석
- 유상운
- 이민서
- 유상운
- 윤지완
- 유상운
- 권대재
- 오시복
- 유명천
- 오시복
- 이세화
- 이세백
- 이유
- 민진장
- 김구
- 김진귀
- 서종태
- 김창집
- 이인엽
- 조태채
- 김진귀
- 홍수헌
- 조태채
- 윤세기
- 김우항
- 유득일
- 이인엽
- 최석항
- 김우항
- 조태구
- 이건명
- 조태구
- 권상유
- 송상기
- 조태구
- 송상기

###### 경종
- 조태구
- 민진원
- 김연
- 이태좌
- 유봉휘
- 김연
- 조태억

###### 영조
- 조태억
- 오명항
- 김흥경
- 신사철
- 황귀하
- 권업
- 이태좌
- 권이진
- 서명균
- 김동필
- 김재로
- 송인명
- 이정제
- 윤유
- 김동필
- 송진명
- 김취로
- 윤양래
- 박사수
- 송진명
- 유척기
- 김시형
- 조현명
- 이병상
- 김시형
- 서종급
- 김시형
- 조관빈
- 조상경
- 조관빈
- 김약로
- 서종옥
- 정석오
- 민응수
- 김시형
- 김약로
- 박문수
- 김상성
- 김상로
- 김상성
- 조영국
- 이창의
- 김상성
- 이창의
- 이철보
- 정휘량
- 이태중
- 민백상
- 이철보
- 이종백
- 홍봉한
- 조운규
- 이익보
- 홍계희
- 민백상
- 홍봉한
- 윤동도
- 김상복
- 김치인
- 서지수
- 김상복
- 조운규
- 구윤명
- 김상철
- 정홍순
- 심수
- 조운규
- 정실
- 이사관
- 조운규
- 이사관
- 정홍순
- 이사관
- 이창의
- 조운규
- 이경호
- 이창수
- 홍인한
- 조운규
- 김시묵
- 조운규
- 정홍순
- 홍인한
- 김시묵
- 조운규
- 김시묵
- 채제공
- 조운규
- 이사관
- 채제공
- 서명응
- 구윤옥
- 채제공

###### 정조
- 구윤옥
- 정홍순
- 홍낙순
- 정홍순
- 구윤옥
- 김화진
- 채제공
- 김화진
- 정상순
- 정민시
- 이연상
- 김화진
- 김종수
- 이성원
- 서유린
- 정상순
- 정일상
- 조준
- 조시준
- 이재간
- 조시준
- 정일상
- 조준
- 조경
- 이재간
- 서유린
- 김이소
- 정민시
- 서호수
- 이병모
- 조정진
- 이병모
- 조정진
- 이병모
- 이명식
- 심이지
- 이시수
- 김화진
- 조진관
- 이재학

###### 순조
- 이재학
- 김문순
- 이서구
- 조진관
- 이서구
- 조진관
- 이서구
- 이만수
- 조진관
- 이면긍
- 김달순
- 조진관
- 김문순
- 박종보
- 서영보
- 이만수
- 박종경
- 심상규
- 이면긍
- 박종경
- 김이도
- 이면긍
- 이면응
- 심상규
- 박종경
- 남공철
- 박종경
- 조상진
- 서영보
- 이상황
- 한용탁
- 정만석
- 김이양
- 박종경
- 이상황
- 김이양
- 박윤수
- 이존수
- 심상규
- 이조원
- 김이양
- 이상황
- 정만석
- 이조원
- 이존수
- 박종훈
- 정만석
- 박종훈
- 김노경
- 김로
- 김교근
- 조만영
- 박종훈
- 조만영
- 홍석주
- 이지연

###### 헌종
- 이지연
- 조인영
- 이기연
- 조병현
- 이광정
- 김흥근
- 박영원
- 김흥근
- 이목연
- 조두순
- 서희순
- 김학성

###### 철종
- 김학성
- 서희순
- 김좌근
- 조두순
- 김병기
- 홍재철
- 김병기
- 김병국
- 김병기
- 김병국
- 이경재
- 김병기
- 김학성
- 김병기

###### 고종
- 김병기
- 이돈영
- 김병국
- 김세균
- 민치상
- 김재현
- 김병시
- 홍우길
- 김병시
- 김병시
- 이재면
- 김병시
- 김유연
- 김영수
- 김영수
- 심이택
- 김영수
- 정범조
- 민응식
- 정범조
- 김영수
- 정범조
- 김영수
- 민영상
- 정범조
- 심이택
- 박정양
- 민영달

## 호조 부서
호조는 내부에 판적사, 회계사, 경비사 등의 부서를 두고 있었다. 이외에 세부 사무별 담당으로 전례방, 판별방, 별영색, 별고색, 세폐색, 응판색, 은색, 요록색, 잡물색 등이 있었다.

### 판적사
판적사(版籍司)는 호구·토지·부역·공납, 농업과 양잠의 장려, 작황의 조사, 진대, 염산 등을 담당한다.

### 회계사
회계사(會計司)는 중앙과 지방의 저축(儲積) 및 수입과 지출 회계, 인계 문건, 재물의 결손 등을 담당한다.

### 경비사
경비사(經費司)는 수도에서의 지출 경비, 왜인(倭人)에 대한 식량 배급 등을 담당한다.

## 호조 소속 관청
호조의 소속 관청인 속아문(屬衙門)은 아래와 같다.
- 내자시
- 내섬시
- 사도시
- 사섬시
- 군자감
- 제용감
- 사재감
- 풍저창
- 광흥창
- 전함사
- 평시서
- 사온서
- 의영고
- 장흥고
- 사포서
- 양현고
- 오부